# Lindö, Lojo
Lindö, finska: Lehtisaari, är en ö i Finland. Den ligger i sjön Lojo sjö och i kommunen Lojo i den ekonomiska regionen  Helsingfors  och landskapet Nyland, i den södra delen av landet, 50 km väster om huvudstaden Helsingfors. Öns area är 19,7 hektar och dess största längd är 0,9 kilometer i nord-sydlig riktning.